# Ісламський полк особливого призначення
Ісламський полк особливого призначення — військове терористичне угруповання, що діяло на терититорії Чеченської Республіки Ічкерія. Полк було створено Арбі Бараєвим у 1996 році.

## Історія
У 1998 році чисельність ІПОН становила 1000 осіб. Військовики ІПОН брали активну участь не лише у діях проти російських сил, але й у захопленнях заручників на території Чечні та суміжних регіонів з метою отримання викупу. Влітку 1998 року під командуванням Бараєва ІПОН взяв участь у ваххабітському заколоті в Гудермесі, під час якого було вбито від 50 до 80 осіб, за що за указом президента ЧРІ Аслана Масхадова він був розформований, а Арбі Бараєв — позбавлений військового звання (див. Міжвоєнна криза в Ічкерії). Однак особовий склад не був роззброєний, і фактично озброєне угруповання продовжувало функціонувати.
За деякими даними, саме бійці ІПОНа 3 жовтня 1998 року у Грозному викрали чотирьох співробітників британської фірми «Грейнджер телеком» (у грудні вони були жорстоко вбиті та обезголовлені).
З початком Другої чеченської війни один із колишніх підрозділів ІПОН під командуванням Мовладі Байсарова перейшов на бік російських сил.
Військовики зі складу ІПОН згодом здійснювали диверсійно-терористичні акції на території Грозного, який був визначений командуванням ЧРІ як зона відповідальності ІПОН.
У 2003 році на прохання Росії Державний департамент США та ООН визнали підрозділ терористичною організацією.

## Командири
- Арбі Бараєв (1996—2001)
- Іслам Чалаєв (2001 — квітень 2002)
- Мурад Юсупхаджієв (2001 — жовтень 2002)
- Мовсар Бараєв (жовтень 2002)
- Хамзат Тазабаєв (жовтень 2002—2004)
- Саїд-Емін Еліханов (2004)
- Аліхан Машугов (травень 2004 — 23 грудня 2004)
- Юнаді Турчаєв (2004—2005)
- Аслан Шахбієв (2005)